# سوسن مذهب
السوسن المذهب هي نوع في جنس السوسن. إنه نبات معمر جذموري يوجد في كشمير.